# Liste der Biografien/Rots
Liste der Biografien |
Portal Biografien |
Personensuche
# |
A |
B |
C |
D |
E |
F |
G |
H |
I |
J |
K |
L |
M |
N |
O |
P |
Q |
R |
S |
T |
U |
V |
W |
X |
Y |
Z |
?
 
Ra |
Rb |
Rd |
Re |
Rh |
Ri |
Rj |
Rk |
Rl |
Rm |
Rn |
Ro |
Rr |
Rs |
Rt |
Ru |
Rv |
Rw |
Rx |
Ry |
Rz
 
Roa |
Rob |
Roc |
Rod |
Roe |
Rof |
Rog |
Roh |
Roi |
Roj |
Rok |
Rol |
Rom |
Ron |
Roo |
Rop |
Roq |
Ror |
Ros |
Rot |
Rou |
Rov |
Row |
Rox |
Roy |
Roz 
 
Rota |
Rotb |
Rotc |
Rote |
Rotf |
Rotg |
Roth |
Roti |
Rotk |
Rotl |
Rotm |
Roto |
Rotp |
Rotr |
Rots |
Rott |
Rotu |
Rotw |
Roty |
Rotz 
Die Liste der Biografien führt alle Personen auf, die in der deutschsprachigen Wikipedia einen Artikel haben. Dieses ist eine Teilliste mit 24 Einträgen von Personen, deren Namen mit den Buchstaben „Rots“ beginnt.

## Rots
- Rots, Daan (* 2001), niederländischer Fußballspieler
- Rots, Mats (* 2006), niederländischer Fußballspieler

### Rotsa
- Rotsaert, Werner (* 1953), belgischer Basketballtrainer
- Rõtšagov, Mihhail (* 1967), estnischer Schachspieler und -trainer

### Rotsc
- Rotsch, Alfred (1906–1969), deutscher Chemiker und Getreideforscher
- Rotsch, Manfred (* 1924), deutscher KGB-Spion
- Rotsch, Thomas (* 1964), deutscher Rechtswissenschaftler
- Rötscher, Felix (1873–1944), deutscher Maschinenbauingenieur, Hochschullehrer und Rektor der RWTH Aachen
- Rötscher, Heinrich Theodor (1802–1871), deutscher Lehrer, Dramaturg und Ästhetiker
- Rotschew, Wassili Pawlowitsch (* 1951), russischer Skilangläufer
- Rotschew, Wassili Wassiljewitsch (* 1980), russischer Skilangläufer
- Rotschewa, Nina Petrowna (1948–2022), sowjetische Skilangläuferin
- Rotschewa, Olga Wladimirowna (* 1978), russische Skilangläuferin
- Rötschke, Friedrich (1891–1969), deutscher Architekt
- Rotschönberg, TM (* 1961), deutscher Maler und Graphiker
- Rotschopf, Michael (* 1969), österreichischer Schauspieler und Hörspielsprecher
- Rotschopf, Teresa (* 1984), österreichische Musikerin, Sängerin, Komponistin und Produzentin
- Rotschroeder, Annecke († 1572), Opfer der Hexenverfolgung in Neustadt am Rübenberge

### Rotsl
- Rotsler, William (1926–1997), amerikanischer Science-Fiction-Cartoonist und -Autor und Pornofilmer

### Rotsm
- Rotsmann, Fritz von (1862–1917), deutscher Offizier, Flügeladjutant und Brigadekommandeur

### Rotst
- Rotstein, Arkadi (* 1961), deutsch-ukrainischer Schachmeister
- Rotstein, Fjodor Aronowitsch (1871–1953), russischer Journalist, Schriftsteller, Sozialdemokrat und Kommunist
- Rotstein, Jefim (1933–2021), deutscher Schachspieler
- Rotstein, Siegmund (1925–2020), deutscher Herrenschneider, Vorsitzender der Jüdischen Gemeinde Chemnitz (1966–2006)